# Řetová

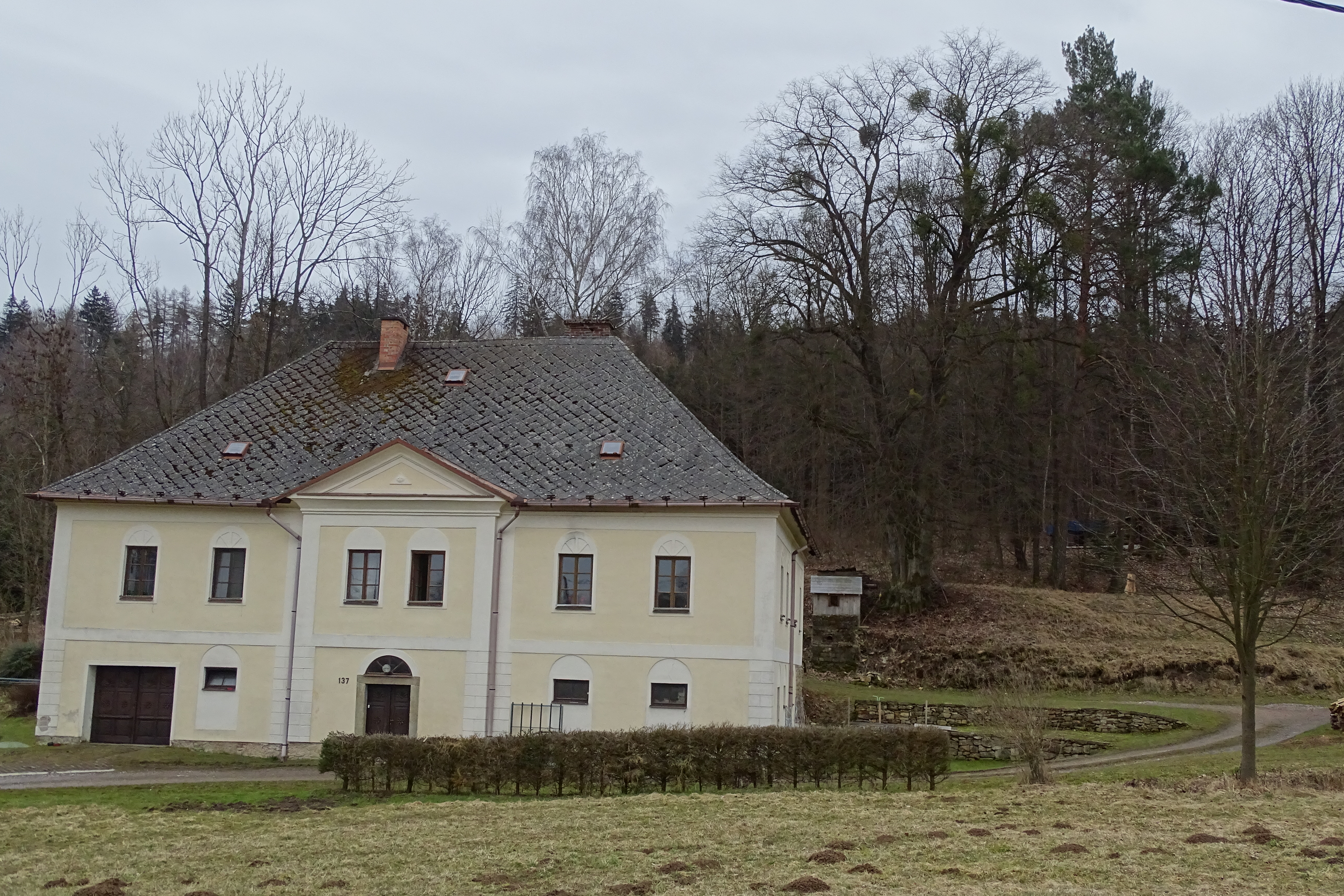
Mandl a bělidlo na samotě za obcí 137

Řetová (německy Groß Ritte) je obec v okrese Ústí nad Orlicí v Pardubickém kraji. Obec s 707 obyvateli se táhne podél silnice třetí třídy z Přívratu do Řetůvky. Leží asi sedm kilometrů od České Třebové a pět kilometrů od Ústí nad Orlicí. K Řetové spadají i osady Na Mandlu, Na Bahnech a Pustina.

## Historie
První písemná zmínka o obci pochází z roku 1292.

### Exulanti
Stejně jako z okolních obcí (Voděrady, Horní Čermná aj.) odcházeli v době pobělohorské do exilu i nekatolíci z Řetové. Z (Velké) Řetové prokazatelně a po částech uprchla rodina domkáře Jana Macha. Její členové byli pro podezření z husitské sekty vyšetřováni. Jan Mach (otec) uprchl spolu s Janem Malým v roce 1759. Za půl roku se oba do Řetové vrátili a jeden den strávili v domě Terezie Machové. Tehdejší rychtář, sedlák Ignác Jansa, o návštěvě věděl, ale neudal je a nechal je odejít. Jan Mach (syn) byl v roce 1783 rychtářem v české kolonii Friedrichův Hradec v pruském Slezsku. Zemřel před rokem 1803. Z Velké Řetové pocházel Jindřich Schlögl (1841–1897), který působil 40 let jako učitel a ředitel školy ve Svaté Heleně v Banátu. Byl otcem učitele Jana Schlögla (1871–1949).

## Obyvatelstvo
| Rok            | 1869  | 1880  | 1890  | 1900  | 1910  | 1921  | 1930  | 1950 | 1961 | 1970 | 1980 | 1991 | 2001 | 2011 | 2021 |
| -------------- | ----- | ----- | ----- | ----- | ----- | ----- | ----- | ---- | ---- | ---- | ---- | ---- | ---- | ---- | ---- |
| Počet obyvatel | 1 220 | 1 206 | 1 189 | 1 129 | 1 170 | 1 084 | 1 035 | 851  | 836  | 761  | 734  | 637  | 624  | 678  | 649  |
| Počet domů     | 157   | 156   | 158   | 154   | 158   | 158   | 176   | 210  | 194  | 192  | 201  | 232  | 237  | 250  | 262  |

## Obecní správa

### Obecní symboly
Znak a vlajka byly obci uděleny rozhodnutím předsedy Poslanecké sněmovny Parlamentu České republiky dne 7. října 2003.

## Doprava
Na území obce se nacházejí čtyři autobusové zastávky:
- Řetová,,horní zastávka
- Řetová,,kampelička
- Řetová,,dolní zastávka
- Řetová,,odbočka do Mandle

## Spolky
V Řetové působí fotbalový klub,Sbor dobrovolných hasičů a klub stolního tenisu.

## Pamětihodnosti
- Venkovský dům čp. 102
- Venkovská usedlost čp. 32
- Kostel svatého Maří Magdalény s kostnicí
- Mandl a bělidlo na samotě za obcí 137
- Socha svatého Jana Nepomuckého
- rozhledna Andrlův Chlum

## Významné osobnosti
- Petr Bucháček (* 1948), účastník Olympijských her 1976 v cyklistických soutěžích[9]

## Galerie

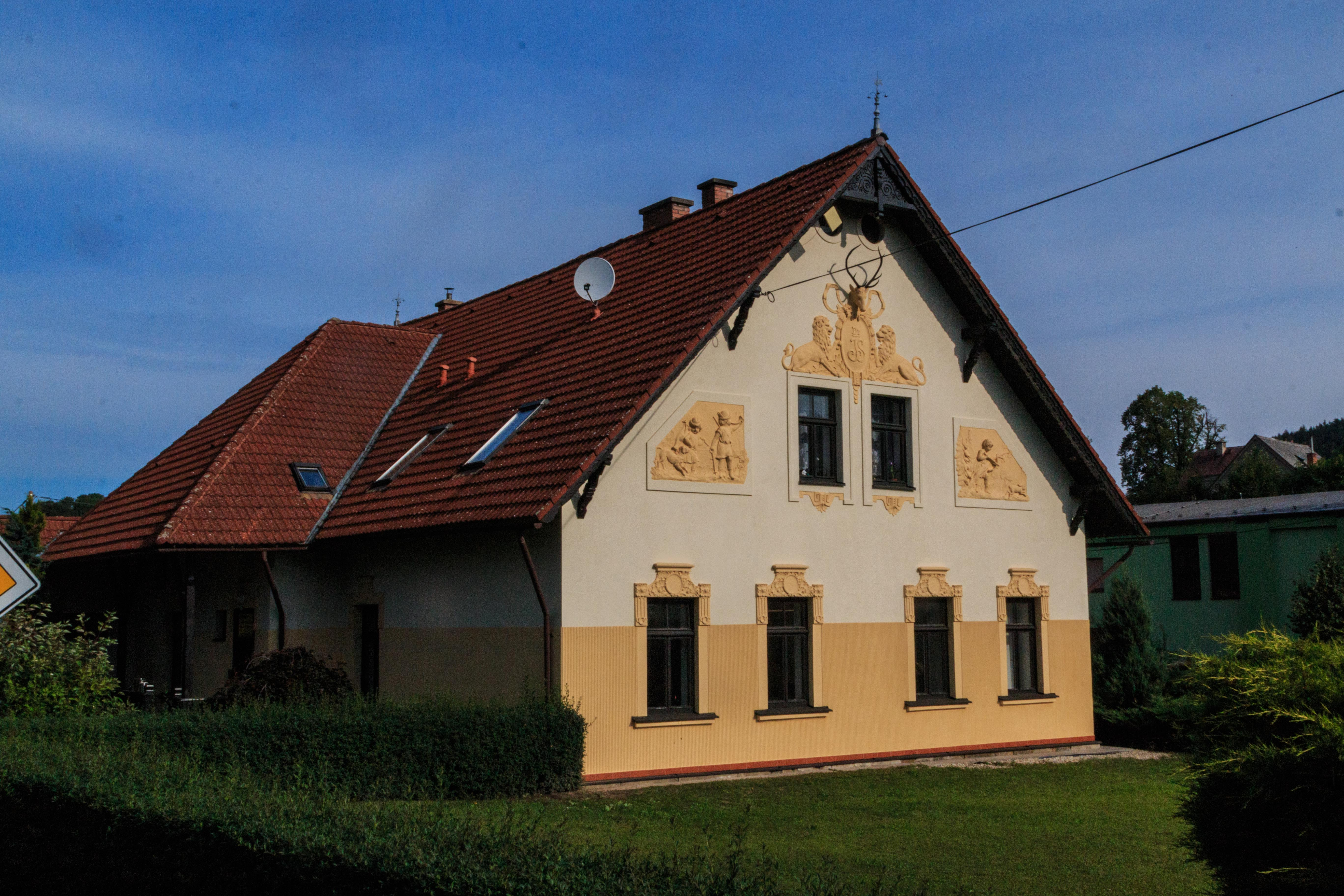
Řetová - dům čp. 102
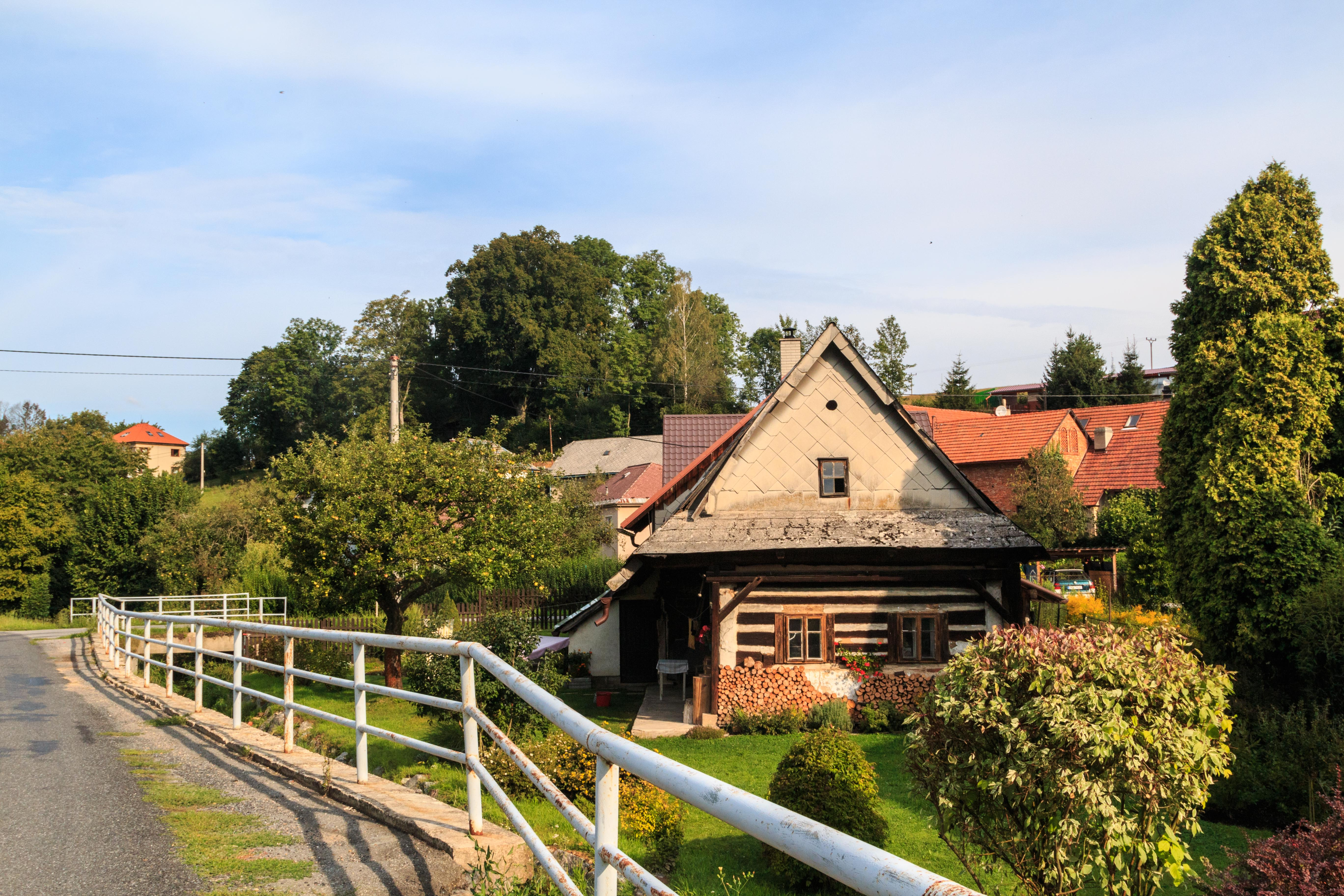
Řetová - dům čp. 130
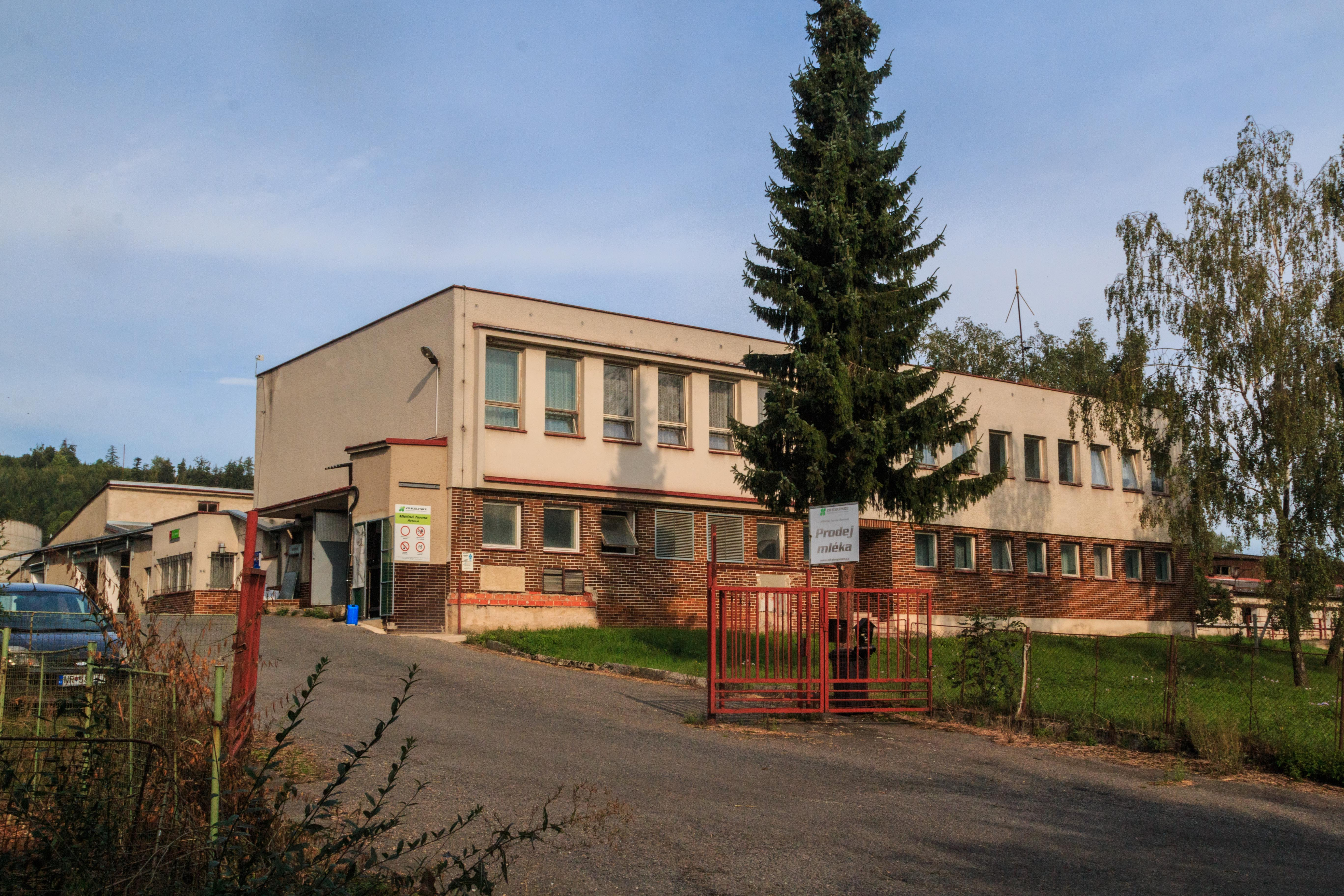
Řetová - farma
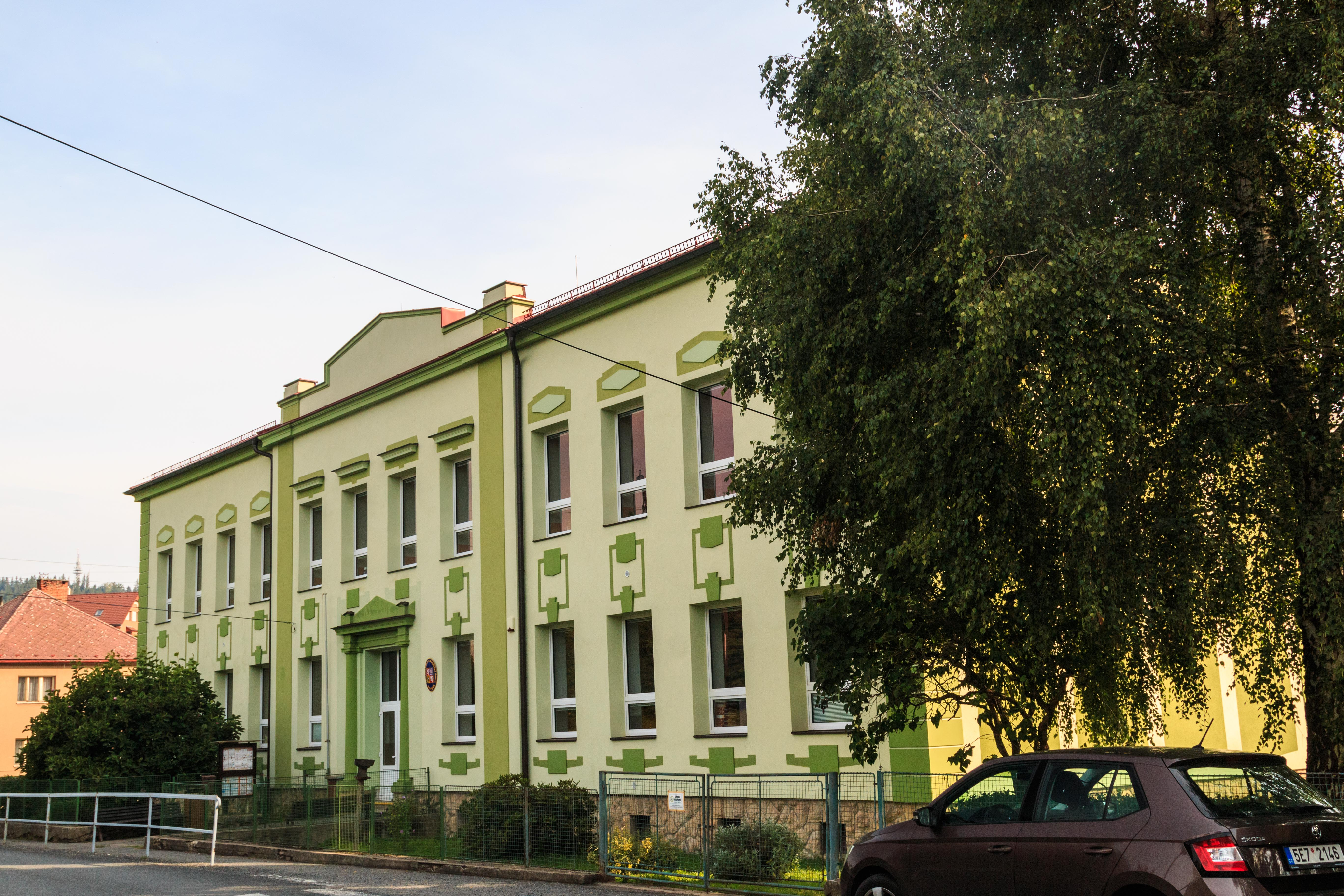
Řetová - škola
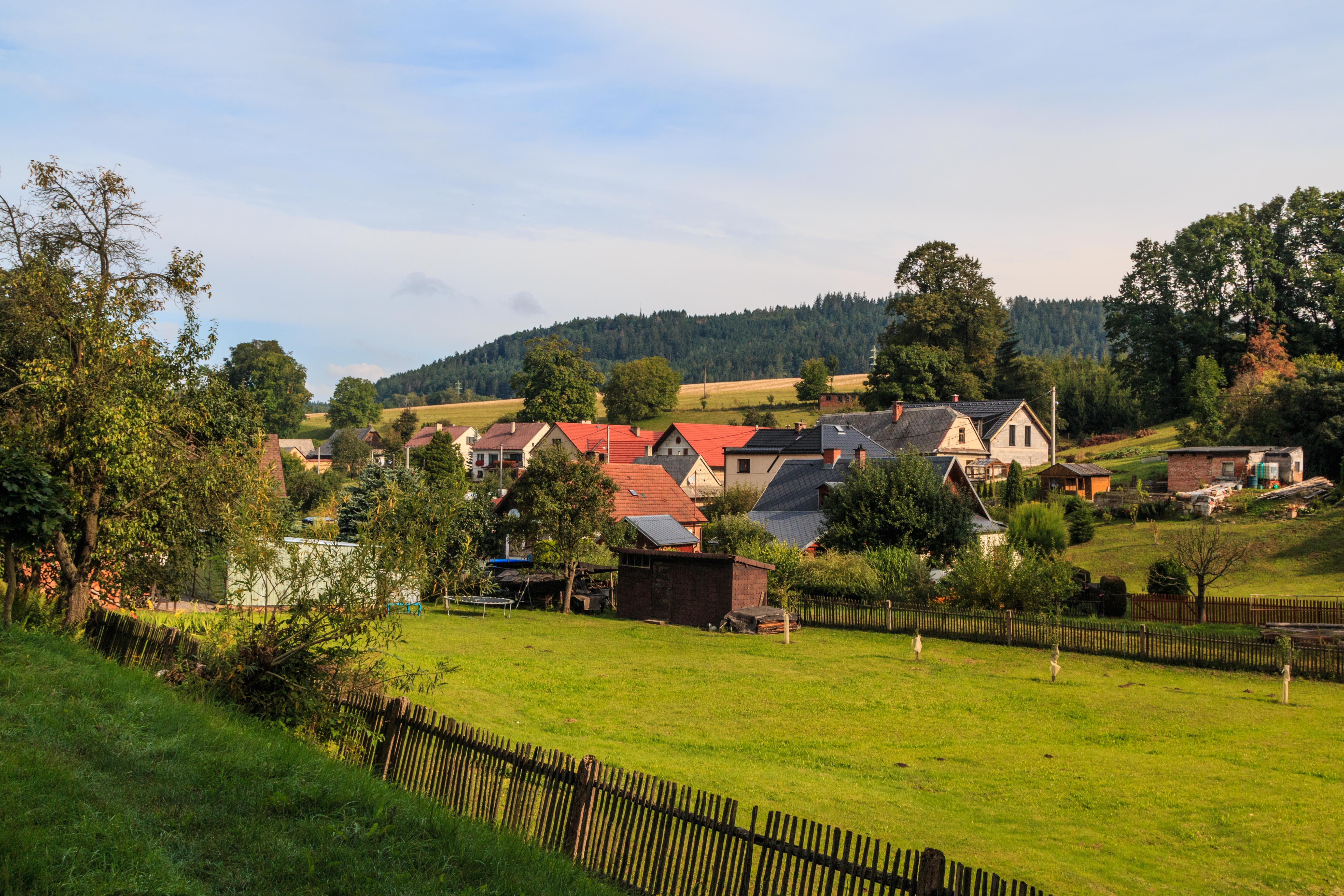
Řetová - pohled od domu čp. 7
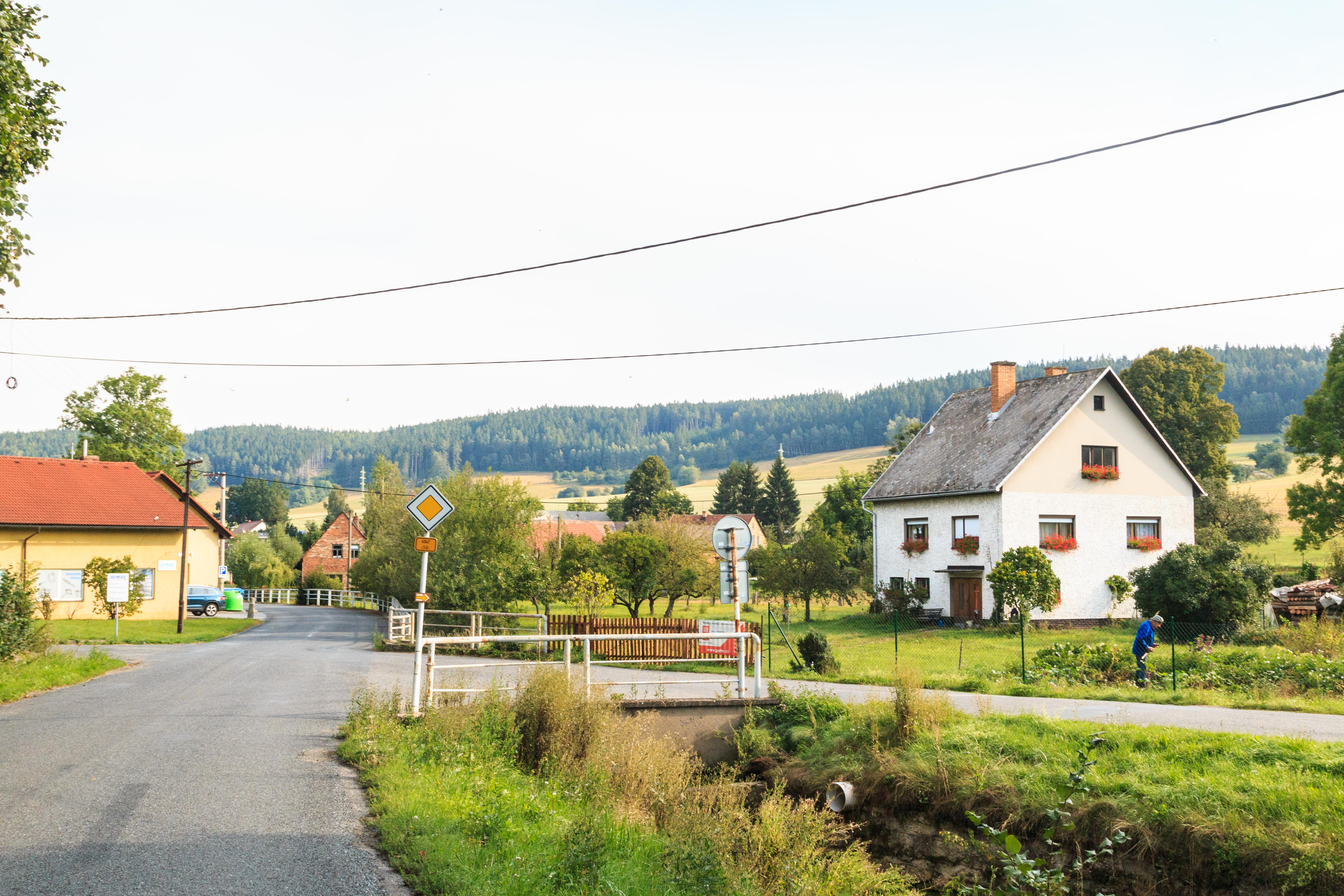
Řetová - dům čp. 77

## Sport
Fotbalový klub Tělovýchovná jednota Sokol Řetová hraje II. třídu okresního přeboru okresu Ústí nad Orlicí. Založen byl v roce 1962. Mezi dosavadní největší úspěch klubu patří účast v 6 sezonách I. B třídy Pardubického kraje (nejlepším umístěním je 6. místo ze sezony 2016/17). Klubovými barvami jsou zelená a bílá.